# Phương Sơn (thị trấn)
Phương Sơn là một thị trấn thuộc huyện Lục Nam, tỉnh Bắc Giang, Việt Nam.

## Địa lý
Thị trấn Phương Sơn nằm ở phía tây huyện Lục Nam, có vị trí địa lý:
- Phía đông giáp xã Chu Điện
- Phía tây giáp xã Thanh Lâm và huyện Lạng Giang
- Phía nam giáp xã Lan Mẫu
- Phía bắc giáp xã Thanh Lâm.

Thị trấn có diện tích 8,45 km², dân số năm 2021 là 8.380 người, mật độ dân số đạt 991 người/km².

## Hành chính
Thị trấn Phương Sơn được chia thành 10 thôn/ tổ dân phố: Dốc, Kẻn, Khiêu, Phố Sàn, Phương Lạn 1, Phương Lạn 2, Phương Lạn 3, Phương Lạn 4, Phương Lạn 5, Phương Lạn 6.

## Lịch sử
Ngày 12 tháng 5 năm 2022, Ủy ban Thường vụ Quốc hội ban hành Nghị quyết số 510/NQ-UBTVQH15 (nghị quyết có hiệu lực từ ngày 1 tháng 7 năm 2022). Theo đó, thành lập thị trấn Phương Sơn trên cơ sở toàn bộ 8,45 km² diện tích tự nhiên và 8.380 người của xã Phương Sơn. Thị trấn Phương Sơn được chia thành 07 Tổ dân phố: Phố Sàn, Phương Lạn 1, Phương Lạn 2, Phương Lạn 3, Phương Lạn 4, Phương Lạn 5, Phương Lạn 6 và 03 thôn Dốc, Kẻn, Khiêu như hiện nay.